# Salut roman

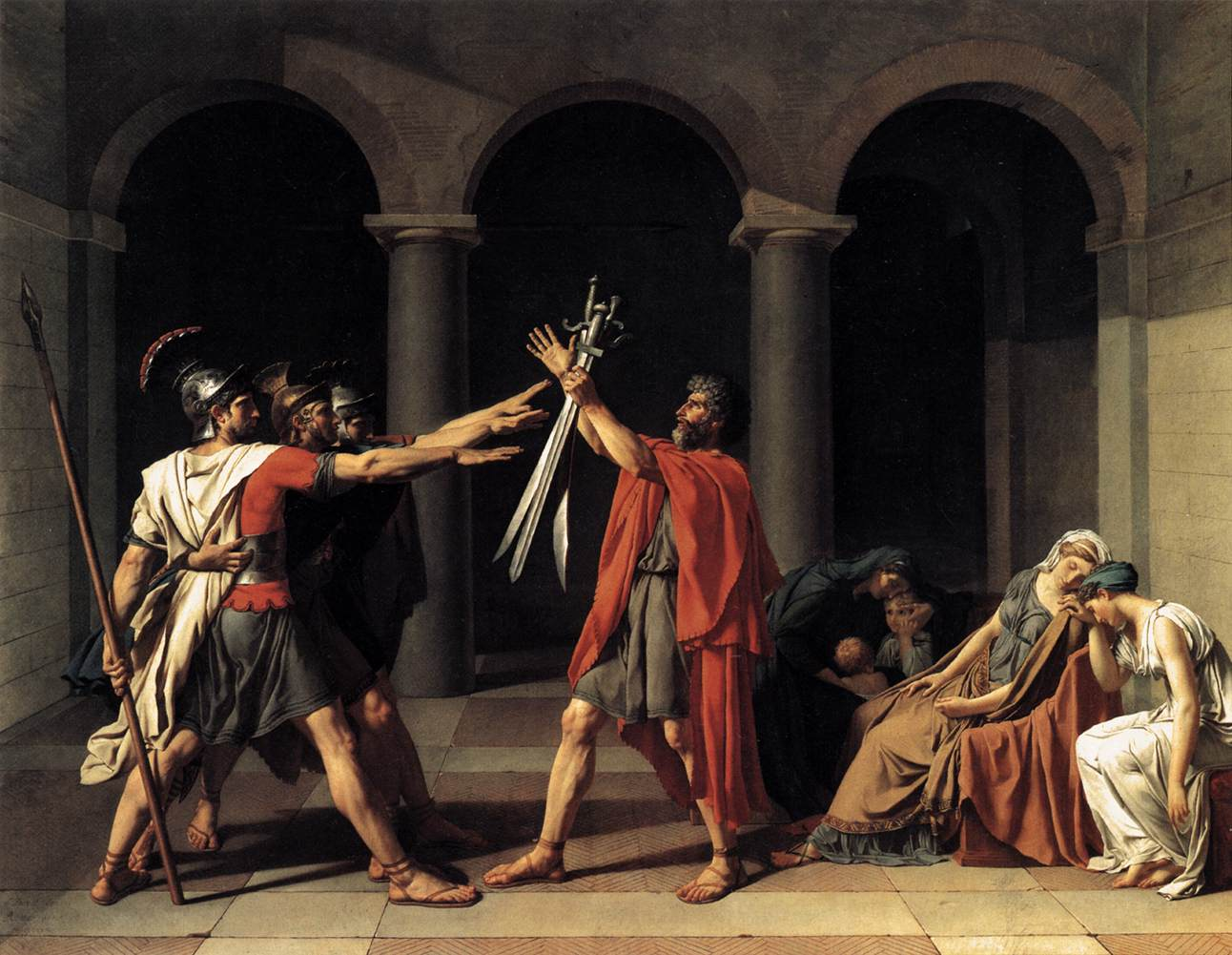
Jurământul Horaților, de Jacques-Louis David

Salutul roman  este reprezentat prin mișcarea mâinii puțin deasupra capului, cu palma întinsă către cel salutat. Conform unei legende apocrife, este o formă de respect pentru colegul, respectiv cetățeanul, de aceeași "origine". Se presupune că ar fi fost folosit în perioada Imperiului Roman, exact cu același scop. Cu toate acestea, nu este descris în niciun text roman sau întâlnit în alte lucrări de artă care descriu salutări.
Originar din pictura lui Jacques-Louis David Jurământul Horaților (1784), gestul a dezvoltat rapid o asociere inexactă din punct de vedere istoric cu cultura republicană și imperială romană. Gestul și identificarea lui cu cultura romană au fost dezvoltate în continuare în alte lucrări de artă neoclasică. 

## În Statele Unite ale Americii

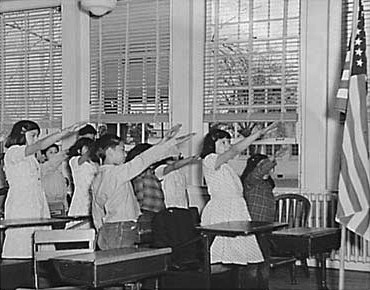
Salutul Bellamy

În Statele Unite ale Americii, un salut similar pentru jurământul de credință cunoscut sub numele de salut Bellamy a fost creat de Francis Bellamy în 1892. Gestul a fost elaborat în continuare în cultura populară la sfârșitul secolului al XIX-lea și începutul secolului al XX-lea în piese și filme care înfățișau salutul ca un obicei roman antic. Printre acestea se numără filmul italian Cabiria din 1914 ale cărui intertitluri au fost scrise de poetul naționalist Gabriele d'Annunzio.

## În Italia
În 1919, d'Annunzio a adoptat salutul descris cinematografic ca un ritual neo-imperial atunci când a condus o ocupație a orașului Fiume.
Este cunoscut în perioada modernă și ca salutul fascist, A fost adoptat de Mussolini în timpul Italiei fasciste, iar apoi de către Germania nazistă, dar diferența dintre salutul nazist și cel roman este următoarea:  
- la salutul nazist se spunea: "Heil Hitler!", iar
- la cel roman: "Ave Caesar (Cezar)!" Etimologia cuvântului „ave” provine din limba latină a verbului imperativ „avere” sau „ha vere”[2] și înseamnă a fi prosper, a fi într-o stare bună.